# Ерік Еджіофор
Ерік Еджіофор (англ. Eric Ejiofor, нар. 17 грудня 1979, Асаба) — нігерійський футболіст, що грав на позиції захисника, у тому числі за національну збірну Нігерії.

## Клубна кар'єра
Народився 17 грудня 1979 року в місті Асаба. Вихованець юнацьких команд футбольних клубів «Асаба Юнайтед» і «Кацина Юнайтед».
У дорослому футболі дебютував 1998 року виступами за команду «Кацина Юнайтед», наступного року грав за «Шутінг Старз».
Своєю грою за останню команду привернув увагу представників тренерського штабу клубу «Еньїмба», до складу якого приєднався 1999 року. Відіграв за команду з Аби наступні чотири сезони своєї ігрової кар'єри.
2002 року уклав контракт з ізраїльським «Маккабі» (Хайфа), у складі якого провів наступні два роки своєї кар'єри гравця. Протягом 2004—2005 років захищав кольори команди клубу «Ашдод».
До складу кіпрського клубу «Еносіс» приєднався 2005 року. Відіграв за команду з Паралімні 75 матчів в національному чемпіонаті, після чого 2009 завершив професійну кар'єру.

## Виступи за збірну
2000 року дебютував в офіційних матчах у складі національної збірної Нігерії. Провів у формі головної команди країни 14 матчів.
У складі збірної був учасником чемпіонату світу 2002 року в Японії і Південній Кореї, Кубка африканських націй 2002 року у Малі, на якому команда здобула бронзові нагороди.

## Титули і досягнення
- Бронзовий призер Кубка африканських націй: 2002